# Sten Ziegler
Sten Hugo Ziegler (født 30. maj 1950 på Frederiksberg i København) er en tidligere landsholdsspiller i fodbold.
Sten Ziegler spillede for Hvidovre IF, Roda JC og Ajax Amsterdam. Han nåede at spillede 1971-1981 25 A-landskampe og var anfører i ni og scorede et landsholdsmål. Han deltog i OL i 1972, som blev afholdt i München.